# CD276
CD276 — белок, продукт гена человека CD276.

## Функции
CD276 может принимать участие в регуляции T-лимфоцитарного иммунного ответа. Может играть роль в повышении выживаемости опухолевых клеток путём ингибирования клеточного лизиса, инициированного естественными киллерами (NK). Является маркёром клеток нейробластомы. Белок может принимать участие в развитии острого и хронического процесса отторжения трансплантата и в регуляции активности лимфоцитов на слизистых поверхностях. Может также играть важную роль в обеспечении необходимой иммунологической среды как для плаценты, так и для плода во время беременности. Обе существующие изоформы (1 и 2) обладают способностью модулировать ответ CD4-Т-хелперов. Изоформа 2 индуцирует цитотоксические Т-лимфоциты и селективно стимулирует образование интерферона-гамма при наличии активного сигнала Т-клеточного рецептора.

## Тканевая локализация
Белок экспрессирован практически во всех тканях за исключением лимфоцитов и гранулоцитов периферической крови. Слабо экспрессирован в покоящихся моноцитах. Относительно высокая экспрессия — в дендритных клетках моноцитарного происхождения, эпителиальных клетках слизистой носоглотки. Во время беременности экспрессирован на трофобластах, клетках Хофбауэра в течение 1-го триместра и в конце беременности.